# Театр ТРУ
Театр ТРУ — негосударственный авторский театр Санкт-Петербурга.
Основан Александром Артемовым  и Дмитрием Юшковым в 2010 г.. В театральном пространстве Петербурга появился в конце 2010 на первой закрытой Лаборатории Андрея Могучего, с которой началось сотрудничество с Вероникой Мелконян (продюсер театра и кино).
Все спектакли выпускаются в собственной режиссуре и по собственным текстам, где центральную роль играют ритм, мелодика актерской партитуры и смыслообразующие повторы.
На счету ТРУ: участие в открытии конкурса «Послание к человеку 2014», гран-при фестиваля «Текстура»-2013 (спектакль «Нет дороги назад»), номинации театральной премии «Золотая маска», сотрудничество с В. Фокиным: спектакль-«бродилка» для детей «Призраки театра» и постановка одной части спектакля «Невский проспект» (историческая сцена Александринского театра).
Театр ТРУ в лице Александра Артемова и Настасьи Хрущевой — лауреат XV премии «ТОП50. Самые знаменитые люди Петербурга» 2020 года в номинации «Театр».
Александр Артемов и Дмитрий Юшков в тандеме до 2014 г. создали спектакли: «Так сказал Стас» (2010 г.), «Нерест» (2009-2010г) / «Новый день», «Нет дороги назад» (27 апреля 2013 г.) - получил гран-при международного фестиваля театра и кино о современности «Текстура» 2013г (Спектакль «СегоДня»), «Можно ли мечтать о большем» (12.10.2014 г.).
С 2014 г. команда актеров исполняет тексты Артемова, созданные в соавторстве с авангардным композитором Настасьей Хрущевой, в режиссуре Александра Артемова: «Молодость жива» (2015 г.); «Последний ветер дикого запада» (05.12.2017 г.). Номинант национальной театральной премии «Золотая маска» (сезон 2017—2018): «Лучший спектакль в эксперименте», «Лучшая работа драматурга»; «Фразы простых людей» (21.06.2018 г.). Номинант национальной театральной премии «Золотая маска» (сезон 2017—2018): «Лучший спектакль эксперименте», «Лучшая работа композитора», Участник программы «Russian Case» Фестиваля 2019 года.; «Российская А.Азбука» (30.09.2018 г.). Номинант национальной театральной премии «Золотая маска» (сезон 2018—2019): «Лучший спектакль в драме, малая форма», «Лучшая работа режиссера», «Лучшая работа драматурга»; «Горемычные танцы» (14.03.2020 г.). Номинант национальной театральной премии «Золотая маска» (сезон 2019—2020) в дух номинациях: КОНКУРС «ЭКСПЕРИМЕНТ», ДРАМА/РАБОТА ДРАМАТУРГА.
Александр Артемов — драматург, режиссер. Окончил Иркутское театральное училище, после на протяжении нескольких лет работал в Камчатском театре драмы и комедии. В 2021 году стал лауреатом Премии Сергея Курехина за спектакль «Горемычные танцы».
Вместе с Дмитрием Юшковым помимо спектаклей в рамках театра ТРУ создали пьесы по мотивам Ф. Кафки «Процесс» для спектаклей Андрея Могучего «Процесс» в Дюссельдорфском Schauspielhaus и «Что делать» по мотивам романа Чернышевского в БДТ им. Товстоногова. За специально созданный для Александринского театра спектакль-бродилку «Призраки театра» получил приз «Театр детям» (2014) за расширение границ детского сознания. С 2015 года — является режиссер БДТ имени Г. А. Товстоногова. В 2016 г. на сцене БДТ участвовал в постановке спектакля «Фунт мяса» и поставил спектакль «Это было со мной», текст которого был написан в соавторстве с Настасьей Хрущевой.
Настасья Хрущева — композитор, пианист, кандидат искусствоведения. С 2010г является членом Союза композиторов России. Педагог Санкт-Петербургской консерватории имени Н. А. Римского-Корсакова. Автор музыки к спектаклям Валерия Фокина («Невский проспект», 2013), Андрея Могучего («Алиса» и «Что делать?», 2014), Дмитрия Егорова («Леди Макбет Мценского уезда», 2013), Александра Артемова («Новый день», 2015), Виктора Рыжакова («Война и Мир», 2015). В 2012г стала лауреатом Молодежной премии правительства Санкт-Петербурга, в 2014 г. победила в композиторском конкурсе «Пифийские игры» в проекте «Интересное кино». В 2015 г. стала лауреатом Санкт-Петербургской театральной премии «Прорыв» (2015).